# دومین دوره ریاست‌جمهوری دونالد ترامپ
دومین دوره ریاست‌جمهوری دونالد ترامپ با تحلیف او در ۲۰ ژانویه ۲۰۲۵ به عنوان چهل و هفتمین رئیس‌جمهور ایالات متحده آغاز شد. ترامپ که پیش از این به عنوان چهل و پنجمین رئیس‌جمهور از سال ۲۰۱۷ تا ۲۰۲۱ خدمت کرد، پس از پیروزی در کالج الکترال و در رقابت با کامالا هریس، معاون پیشین رئیس‌جمهور دموکرات در انتخابات ریاست جمهوری سال ۲۰۲۴ کار خود را از ۲۰ ژانویه آغاز کرد. او پس از گروور کلیولند دومین رئیس‌جمهور در تاریخ ایالات متحده خواهد بود که دو دوره ناپیوسته و نامتوالی ریاست جمهوری را پشت‌سر می‌گذارد. او مسن‌ترین فردی که ریاست جمهوری را بر عهده گرفته، اولین رئیس‌جمهور پس از استیضاح و اولین محکوم قضایی است که به ریاست جمهوری ایالات متحده آمریکا می‌رسد.

## انتخابات ۲۰۲۴

نتایج الکترال کالج در سال ۲۰۲۴.

دونالد ترامپ در ۱۵ نوامبر ۲۰۲۲ در محل اقامت خود در مار-آ-لاگو در یک سخنرانی تقریباً یک ساعته رسماً نامزدی خود را برای نامزدی حزب جمهوری‌خواه در انتخابات ریاست جمهوری ۲۰۲۴ اعلام کرد. در مارس ۲۰۲۴، ترامپ با به دست آوردن اکثریت نمایندگان، نامزدی را به دست آورد تا نامزد احتمالی حزب جمهوری‌خواه پس از انتخابات مقدماتی ریاست جمهوری این حزب شود. ترامپ، سناتور جی‌دی ونس را به عنوان معاون اول خود برگزید.

## کابینه
کابینه ترامپ در رسانه‌ها به عنوان کابینه‌ای توصیف شده که وفاداری افراد بر تجربه در زمینه وظیفه واگذار شده ترجیح داده شده  و «شخصیت‌ها گزینشی» هستند که از طیف گسترده‌ای از ایده‌های گوناگون بهره می‌برند. همچنین این کابینه با بیش از ۱۳ میلیاردر که برای تصدی پست‌های دولتی انتخاب شده بودند به عنوان ثروتمندترین دولت در تاریخ مدرن توصیف شده است. مقامات رسمی دولت ترامپ و ایلان ماسک تهدید کردند که در انتخابات آینده، رقبای سناتورهای جمهوری‌خواهی که به نامزدهای ترامپ رأی نداده‌اند را حمایت مالی خواهند کرد با وجود این، سه جمهوری‌خواه - سوزان کالینز، میچ مک‌کانل و لیسا مرکاوسکی - حداقل به یکی از نامزدهای ترامپ رأی مخالف دادند؛ هر سه نفر به پیت هگست،وزیر دفاع ایالات متحده، رأی مخالف دادند.

## سیاست داخلی

### محیط زیست
ترامپ با امضای یک دستور اجرایی، برنامه دولت فدرال برای دوری از نی‌های پلاستیکی را لغو کرد و اعلام کرد که نی‌های کاغذی «کار نمی‌کنند» و دوام زیادی ندارند. ترامپ گفت که فکر می‌کند «مشکلی نیست» که به استفاده از نی‌های پلاستیکی ادامه دهیم. ترامپ زمانی این دستور را صادر کرد که نگرانی‌هایی دربارهٔ تأثیرات مخرب این نی‌ها در محیط زیست مطرح است. بیش از ۳۹۰ میلیون نی پلاستیکی هر روز در ایالات متحده استفاده می‌شود، معمولاً پس از یک بار استفاده دور انداخته می‌شوند، به آلودگی سواحل و مسیرهای آبی می‌انجامند و ممکن است حیوانات دریایی را که آن‌ها را با غذا اشتباه می‌گیرند، بکشند. نی‌های پلاستیکی قابل بازیافت نیستند زیرا بسیار کوچک هستند و تجزیه آنها حداقل ۲۰۰ سال طول می‌کشد. آن‌ها به ذرات بسیار ریز پلاستیکی کوچک‌تر از یک دانه برنج تجزیه می‌شوند. این میکروپلاستیک‌ها در طیف وسیعی از بافت‌های بدن یافت شده‌اند. اگرچه تحقیقات هنوز محدود است، اما نگرانی‌های فزاینده‌ای وجود دارد که میکروپلاستیک‌ها در بدن ممکن است با بیماری‌های قلبی، آلزایمر و زوال عقل و سایر مشکلات مرتبط باشند.

### امور قضایی
ترامپ تدابیر حفاظتی پس از رسوایی واترگیت را که برای دور نگه داشتن وزارت دادگستری از سیاست طراحی شده بودند، از میان برداشته است. یکی از اولین اقدامات این وزارتخانه درخواست از دادستان‌ها برای کنار گذاشتن اتهامات فساد علیه اریک آدامز، شهردار نیویورک، بوده است. به عقیده اکونومیست «تحت فرمان درآودن عدالت به خواست رئیس‌جمهور، حاکمیت قانون را فاسد می‌کند.»

### رسانه‌ها

#### رسانه‌های دولتی
در ۱۴ مارس ۲۰۲۵، دونالد ترامپ دستور کاهش بودجه سازمان مادر صدای آمریکا یعنی سازمان رسانه‌های جهانی ایالات متحده (USAGM) را صادر کرد. روز بعد مایکل آبراموویتز، مدیر وقت صدای آمریکا در شبکه اجتماعی لینکدین اعلام کرد که او به همراه «تقریباً تمام کارکنان» این رسانه که تعدادشان ۱۳۰۰ نفر است، به مرخصی اجباری فرستاده شده‌اند. آبراموویتز در پست خود نوشت که VOA به اصلاحات سنجیده نیاز دارد و در این زمینه پیشرفت‌هایی حاصل شده است؛ اما کنار گذاشتن کارکنان به این معنی است که این رسانه دیگر نمی‌تواند مأموریت خود را انجام دهد. ویلیام گالو، رئیس دفتر صدای آمریکا در سئول، اعلام کرد که دیگر دسترسی به سیستم‌ها و حساب‌های کاری خودش ندارد و آنها برای او قفل شده است.
بر اساس گزارش شنوندگان، برخی از ایستگاه‌های رادیویی محلی VOA پخش اخبار را متوقف کرده و برای پر کردن زمان برنامه‌هایشان، فقط موسیقی پخش می‌کنند. حتی به سردبیران ارشد صدای آمریکا نیز دستور داده شده که فعالیت خود را متوقف کنند. به گفتهٔ چندین منبع که به شرط ناشناس ماندن با سی‌ان‌ان صحبت کردند، انتظار می‌رود که پوشش خبری جهانی این رسانه کاملاً از کار بیفتد. علاوه بر کارکنانی که به مرخصی فرستاده شدند، برخی از پیمانکارانی که با VOA همکاری می‌کردند، به تحویل کارت‌های شناسایی خود ملزم شدند. برخی دیگر از کارکنان به دفاتر VOA رفتند تا وسایل شخصی خود را جمع‌آوری کنند؛ زیرا می‌ترسیدند که دیگر اجازه ورود نداشته باشند.
ترامپ در می ۲۰۲۵، دستور قطع بودجه فدرال دو تلویزیون پی‌بی‌اس و ان‌پی‌آر را صادر کرد و آنها را به گزارش‌های جانبدارانه و انتشار تبلیغات «چپ‌گرایانه» متهم کرد. کاخ سفید در پستی در رسانه‌های اجتماعی، این رسانه‌ها را به دریافت میلیون‌ها دلار از مالیات‌دهندگان «برای انتشار تبلیغات رادیکال و بی‌محتوا در پوشش اخبار» متهم کرد.

## سیاست خارجی
سیاست خارجی دوره دوم ترامپ امپریالیستی و توسعه طلبانه توصیف شده است. مورخان و تحلیلگران سیاست‌های ترامپ را با سیاست‌های ویلیام مک کینلی، رئیس‌جمهور پیشین آمریکا در رابطه با توسعه طلبی و تعرفه‌ها مقایسه کرده‌اند. برای مثال، سرمقاله اکونومیست با عنوان «طرح ۱۸۹۷: ریاست‌جمهوری امپریالیستی» با اشاره به تمایل ترامپ برای الحاق کانال پاناما به آمریکا او را به ویلیام مک کینلی، بیست و پنجمین رئیس‌جمهور آمریکا تشبیه کرد. اکونومیست خاطر نشان کرد: «مک‌کینلی امپریالیستی بود که هاوایی، گوام، فیلیپین و پورتوریکو را به قلمرو آمریکا اضافه کرد. او طرفدار تعرفه‌ها هم بود، به‌طوری که پیش از اینکه رئیس‌جمهور شود کنگره را برای تصویب لایحه افزایش آن به ۵۰ درصد تحت فشار قرار داد. او نیز از سوی غول‌های تجاری آن زمان حمایت می‌شود: جی‌پی مورگان و جان دی راکفلر به پول امروز حدود ۸ میلیون دلار به کمپین او اهدا کردند.»

### تعرفه
در فوریه ۲۰۲۵، ترامپ تعرفه‌هایی بر کالاهای وارداتی از مکزیک، کانادا و چین وضع کرد. او تصدیق کرد که ممکن است مصرف‌کنندگان آمریکایی در کوتاه‌مدت متحمل دردسرهایی شوند. وال استریت ژورنال نوشت که اگر جنگ‌های تجاری ادامه پیدا کند، اقتصاد آمریکا به شکل منفی تحت تأثیر قرار می‌گیرد و تبعات آن بر تمام کالاها، از قیمت مواد غذایی گرفته تا فولاد و صنایع انرژی، نمایان خواهد شد. طبق گفته بلومبرگ، اقتصاددانان باور دارند این تعرفه‌ها اساساً به‌عنوان مالیات بر مصرف‌کنندگان آمریکایی عمل کردند و بر رشد اقتصادی آمریکا تأثیر منفی گذاشتند. تولیدکنندگان محلی همیشه برای شروع تولید محصولاتی که مشمول عوارض می‌شوند، اقدام نمی‌کنند. و اگر کشوری که تعرفه‌ها را وضع می‌کند، عرضه داخلی جایگزین برای کالاهای مربوط نداشته باشد، قیمت آن کالاها ممکن است با افزایش همراه شود.

### سازمان‌های بین‌المللی

#### خروج آمریکا از سازمان بهداشت جهانی
ترامپ در ۲۰ ژانویه ۲۰۲۵، مصادف با اولین روز ریاست جمهوری‌اش فرمان اجرایی ۱۴۱۵۵ با عنوان «خروج ایالات متحده از سازمان بهداشت جهانی» را امضا کرد. تصمیم ترامپ مورد انتقاد در سطح داخلی و بین‌المللی قرار گرفت و سخنگوی سازمان بهداشت جهانی آن را «تأسف‌بار» توصیف کرد.

#### تحریم دادگاه کیفری بین‌المللی
ترامپ روز ۶ فوریه ۲۰۲۵، یک فرمان اجرایی را امضا کرد که تحریم‌های اقتصادی شدید علیه دادگاه بین‌المللی کیفری و ممنوعیت سفر برای کارکنان آن را مجاز می‌دانست. ترامپ در واکنش به صدور احکام جلب برای بنیامین نتانیاهو و یوآف گالانت به دلیل ارتکاب جنایات جنگی علیه فلسطینیان و جنایات علیه بشریت در نوار غزه در نوامبر ۲۰۲۴، این فرمانی اجرایی را صادر کرد. ساعاتی بعد، ۷۹ کشور از جمله برزیل، کانادا، دانمارک، مکزیک و نیجریه نامه‌ای مشترک منتشر کردند که هشدار می‌داد تحریم‌ها «خطر مصونیت از مجازات برای جدی‌ترین جنایات را افزایش داده و تهدیدی برای تضعیف حاکمیت قانون بین‌المللی است.» آگنس کالامار، دبیرکل عفو بین‌الملل گفت که دستور ترامپ «این پیام را می‌فرستد که اسرائیل بالاتر از قانون و اصول جهانی عدالت بین‌المللی است». او افزود: «دستور اجرایی امروز انتقام‌جویانه است. این اقدام تهاجمی است. گامی وحشیانه است که می‌خواهد آنچه جامعه بین‌المللی با زحمت بسیار طی دهه‌ها، اگر نه قرن‌ها، ساخته است را تضعیف و نابود کند: قوانین جهانی که برای همه قابل اجرا است و هدف آن تحقق عدالت برای همه است.» دادگاه بین‌المللی کیفری روز بعد در پاسخ به این اقدام، از ۱۲۵ کشور عضو خود خواست تا علیه تحریم‌ها موضع بگیرند و حرکت واشینگتن را تلاشی برای «آسیب رساندن به کار قضایی مستقل و بی‌طرف» خود توصیف کرد.

#### پاناما
ترامپ در ۲۱ دسامبر ۲۰۲۴ مدعی شد که کانال پاناما در حال دریافت «قیمت‌ها و تعرفه‌های عبور گزاف» از کشتی‌های تجاری و نظامی ایالات متحده است و خواستار کاهش این تعرفه‌ها شد؛ در غیر این صورت، پاناما باید کانال را به ایالات متحده بازگرداند. وی در شبکه اجتماعی خود نوشت: «این کانال نه برای سود دیگران، بلکه صرفاً به عنوان نشانه‌ای از همکاری با ما و پاناما واگذار شد. اگر اصول اخلاقی و قانونی این حرکت سخاوتمندانه رعایت نشود، ما درخواست خواهیم کرد که کانال پاناما به‌طور کامل و بدون هیچ سؤالی به ما بازگردانده شود. به مقامات پاناما: لطفاً طبق این دستورالعمل عمل کنید!»

## حواشی

### نقش ایلان ماسک در دولت
مجله تایم با اشاره به قدرت روزافزون ماسک در دولت دوم ترامپ عملاً وی را رئیس‌جمهور آمریکا دانسته است و در جدیدترین نسخه خود تصویری از ایلان ماسک را در پشت میز دفتر کار کاخ سفید روی جلد خود منتشر کرده است. تایم در جلد خود از تصویر ماسک با یک فنجان قهوه در دست، بین پرچم‌های آمریکا و ریاست جمهوری و با پس‌زمینه‌ای کاملاً قرمز رنگ استفاده کرده است. این مجله آمریکایی به بررسی کمپین بی‌امان ماسک پرداخت که منجر به «برکناری و اخراج میلیون‌ها کارمند دولت به لطف اقدامات ماسک» شده است. در این مقاله نوشته شده است: «تاکنون، به نظر می‌رسد ماسک در برابر هیچ‌کس پاسخگو نیست، مگر رئیس‌جمهور ترامپ، که به کمک‌کننده کمپین انتخاباتی خود اختیارات گسترده‌ای داده تا دولت را با دستور کارهای خودش هماهنگ کند.»
نیشن در ۱۴ فوریه ۲۰۲۵ نوشت: «با توجه به اینکه ایلان ماسک به عنوان فرمانده کل بالفعل عمل می‌کند و حتی جلسات عکس‌برداری سطح بالا با رهبران خارجی مانند نخست‌وزیر هند، نارندرا مودی برگزار می‌کند، رئیس‌جمهور اسمی، دونالد ترامپ زمان زیادی در اختیار دارد.»

### افشای چت گروهی در پیام‌رسان سیگنال

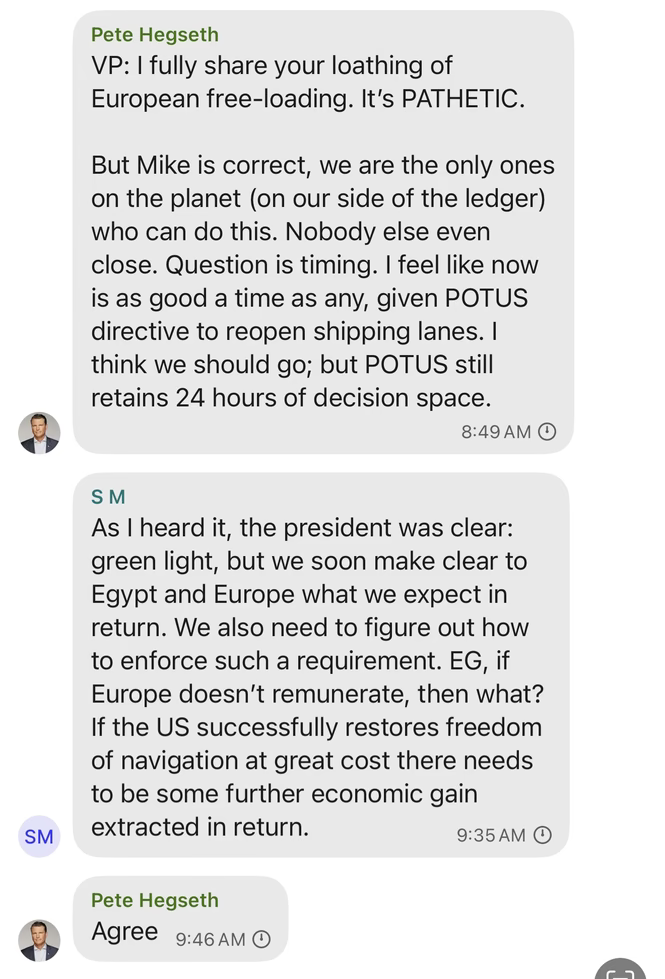
بخشی از گفت‌وگوی مقامات آمریکا در سیگنال

جفری گلدبرگ، سردبیر نشریه آتلانتیک گزارش داد که در ۱۱ مارس ۲۰۲۵، یک درخواست ارتباط در سیگنال از کاربری با نام مایکل والتز دریافت کرد. او درخواست را پذیرفت. دو روز بعد، گلدبرگ به یک گروه پیام‌رسانی اضافه شد که از سوی مقامات ارشد دولت برای هماهنگی گفت‌وگوهای سطح بالای امنیت ملی درباره‌ی انصارالله یمن (حوثی‌ها) و حملات قریب‌الوقوع آمریکا به یمن ایجاد شده بود. ظاهراً گلدبرگ به‌طور تصادفی به این گروه اضافه شده بود. اعضای حاضر در گروه ۱۸ نفر بودند؛ ازجمله جی‌دی ونس معاون رییس‌جمهور، مارکو روبیو وزیر امور خارجه، تولسی گابارد مدیر اطلاعات ملی، جان رتکلیف رئیس سازمان سیا، مایکل والتز مشاور امنیت ملی، پیت هگست وزیر دفاع، سوزی وایلس رئیس دفتر کاخ سفید و استیون میلر مشاور ترامپ.
به گفته‌ی گلدبرگ، استفاده‌ی مقامات امنیت ملی آمریکا از سیگنال برای هماهنگی جلسات و امور لجستیکی غیرمعمول نیست؛ اما این اپلیکیشن معمولاً برای بحث‌های محرمانه و جزئیات عملیات نظامی مورد استفاده قرار نمی‌گیرد و البته، او هرگز نشنیده بود که یک روزنامه‌نگار به چنین بحثی دعوت شود. در منابع رسانه‌ای از این اتفاق با عنوان سیگنال‌گیت یاد شده است.

## اعتراضات مردمی علیه دولت
- در ۱۸ ژانویه ۲۰۲۵، هزاران نفر در واشینگتن جمع شدند تا علیه مراسم تحلیف دونالد ترامپ، رئیس‌جمهور منتخب، اعتراض کنند. فعالان حقوق زنان، عدالت نژادی و سایر گروه‌ها علیه سیاست‌هایی که به گفته آن‌ها، در دوره دوم ریاست‌جمهوری ترامپ تهدیدی برای حقوق اساسی آن‌ها محسوب می‌شود، دست به تظاهرات زدند. برخی از افراد حاضر در جمعیت، کلاه‌های صورتی پوشیده بودند که نماد اعتراضات گسترده‌تر علیه مراسم تحلیف نخست ترامپ در سال ۲۰۱۷ بود. معترضان در میان بارش باران خفیف در مرکز شهر راه می‌رفتند. این راهپیمایی اعراتضی به مجموعه‌ای از مسائل مختلف توجه داشت، از مهاجرت و دموکراسی گرفته تا تغییرات اقلیمی و جنگ غزه. حداقل یک معترض فشار ترامپ بر کانادا را به چالش کشید و با تابلوهایی که نوشته بود «ما ایالت پنجاه و یکم شما نیستیم» اعتراض کرد.[۴۲]
- در ۲ فوریه، هزاران نفر که علیه اخراج‌های دسته‌جمعی برنامه‌ریزی‌شده توسط دونالد ترامپ اعتراض می‌کردند، در جنوب کالیفرنیا راهپیمایی کردند، از جمله در مرکز شهر لس‌آنجلس که تظاهرکنندگان یک بزرگراه اصلی را برای چندین ساعت مسدود کردند. تظاهرکنندگان خواستار اصلاحات در قوانین مهاجرت بودند و پلاکاردهایی با شعارهایی مانند «هیچ‌کس غیرقانونی نیست» حمل می‌کردند. از صبح تا بعدازظهر، تظاهرکنندگان تمام لاین‌های بزرگراه ۱۰۱ ایالات متحده را مسدود کردند و باعث ترافیک سنگین در هر دو جهت و خیابان‌های اطراف شدند. تظاهرکنندگان در لاین‌ها نشستند. بازگشایی کامل بزرگراه بیش از پنج ساعت طول کشید.[۴۳]

در شرق لس‌آنجلس، صدها نفر در شهر ریورساید تجمع کردند. رانندگان عبوری با بوق زدن و فریاد زدن از تظاهرکنندگانی که در تقاطع پرچم تکان می‌دادند، حمایت کردند. در سن‌دیگو نیز صدها نفر در نزدیکی مرکز همایش‌های شهر تجمع کردند. در تگزاس، تظاهرکنندگان در مرکز شهر دالاس در دو تجمع جداگانه علیه بازداشت‌های اخیر توسط اداره مهاجرت و گمرک ایالات متحده (ICE) جمع شدند. پلیس دالاس به خبرگزاری آسوشیتدپرس گفت که حدود ۱۶۰۰ نفر بین این دو تجمع حضور داشتند. تظاهرکنندگان پرچم‌های مکزیک و آمریکا را حمل می‌کردند و سخنرانان از سخنان ترامپ و اقدامات دولت او برای افزایش اخراج‌ها ابراز خشم کردند. برخی از پلاکاردهای تظاهرکنندگان شامل این جمله بود: «مهاجران آمریکا را بزرگ می‌کنند.»

## ارجاعات
1. ↑  Watson, Kathryn (November 15, 2022). "Trump announces he's running for president again in 2024". CBS News. Retrieved November 6, 2024.
2. ↑  Orr, Gabby; Holmes, Kristen; Stracqualursi, Veronica (November 16, 2022). "Former President Donald Trump announces a White House bid for 2024". CNN. Retrieved November 6, 2024.
3. ↑  Vakil, Caroline (March 12, 2024). "Trump clinches GOP nomination". The Hill. Retrieved November 6, 2024.
4. ↑  Herman, Alice (July 15, 2024). "Donald Trump formally nominated to be Republican presidential candidate". The Guardian. Retrieved November 6, 2024.
5. ↑  Griffiths, Brent D. (November 13, 2024). "Trump's early Cabinet picks show how much he values loyalty in his second term". Business Insider. Retrieved December 22, 2024.
6. ↑  Slattery, Gram; Ulmer, Alexander (November 11, 2024). "As Trump staffs up for second term, only MAGA loyalists need apply". Reuters. Retrieved December 22, 2024.
7. ↑  Ball, Molly (December 17, 2024). "What Trump's Cabinet Picks Tell Us About His Agenda". The Wall Street Journal. Retrieved December 24, 2024.
8. ↑  Barrow, Bill (November 25, 2024). "Trump 2.0 has a Cabinet and executive branch of different ideas and eclectic personalities". Associated Press. Retrieved December 24, 2024.
9. ↑  Barrow, Bill (November 25, 2024). "Trump 2.0 has a Cabinet and executive branch of different ideas and eclectic personalities". Associated Press. Retrieved December 24, 2024.
10. ↑  Barber, Rachel (November 21, 2024). "A billionaire presidential administration? Who Trump plans to nominate so far". USA Today. Retrieved December 24, 2024.
11. ↑  Beaumont, Thomas; Linderman, Juliet; Mendoza, Martha (December 10, 2024). "Elon Musk warns Republicans against standing in Trump's way — or his". The Associated Press. Retrieved January 20, 2025.
12. ↑  Hutzler, Amanda (November 21, 2024). "Trump team warns Republicans to support Cabinet picks or face primary funded by Musk". ABC News. Retrieved January 20, 2025.
13. ↑  Miller, Maya C. (2025-01-25). "Who Are the Three Republican Senators Who Voted Against Pete Hegseth?". The New York Times. Retrieved 2025-02-27.
14. ↑  "Plastic straws have come to symbolize a global pollution crisis. Trump wants them to stay". AP News (به انگلیسی). 2025-02-11. Retrieved 2025-02-12.
15. ↑  «Donald Trump: the would-be king». The Economist. شاپا 0013-0613. دریافت‌شده در ۲۰۲۵-۰۲-۲۲.
16. 1 2  Nathan Layne and James Oliphant. "Voice of America staff put on leave, Trump ally says agency 'not salvageable'". Reuters (به انگلیسی).
17. 1 2 3  Stelter, Brian (2025-03-15). "Voice of America channels fall silent as Trump administration guts agency and cancels contracts | CNN Business". CNN (به انگلیسی). Retrieved 2025-03-16.
18. ↑  "Trump signs executive order directing federal funding cuts to PBS and NPR". AP News (به انگلیسی). 2025-05-02. Retrieved 2025-05-03.
19. ↑  "Trump signs executive order to stop federal funding for NPR and PBS". NBC News (به انگلیسی). 2025-05-02. Retrieved 2025-05-03.
20. ↑  "Trump orders funding cuts for US public broadcasters PBS, NPR". Al Jazeera (به انگلیسی). Retrieved 2025-05-03.
21. ↑  "Trump, the 'America First' candidate, has a new preoccupation: Imperialism". AP News (به انگلیسی). 2025-01-09. Retrieved 2025-02-03.
22. ↑  Collinson, Stephen (2025-01-08). "Analysis: Trump's threats to Greenland, Canada and Panama explain everything about America First | CNN Politics". CNN (به انگلیسی). Retrieved 2025-02-03.
23. ↑  Sanger، David E. (۲۰۲۵-۰۱-۲۳). «Why Is This Long-Dead President Trump's New Hero?» (به انگلیسی). The New York Times. شاپا 0362-4331. دریافت‌شده در ۲۰۲۵-۰۲-۰۳.
24. ↑  «America has an imperial presidency». The Economist. شاپا 0013-0613. دریافت‌شده در ۲۰۲۵-۰۲-۰۱.
25. ↑  «Trump says Americans could feel 'pain' in trade war with Mexico, Canada, China». Reuters.
26. ↑  Whalen، Jeanne. «Trump's New Import Tariffs Will Jolt the Economy». WSJ (به انگلیسی). دریافت‌شده در ۲۰۲۵-۰۲-۰۴.
27. ↑  "What's Behind Trump's Tariff Orders on Canada, Mexico and China" (به انگلیسی). 2025-02-02. Retrieved 2025-02-05.
28. ↑  "Trump orders US to leave World Health Organization". www.bbc.com (به انگلیسی). 21 January 2025. Retrieved 2025-01-21.
29. ↑  «انتقادهای بین‌المللی از خروج آمریکا از سازمان بهداشت جهانی – DW – ۱۴۰۳/۱۱/۲». dw.com. دریافت‌شده در ۲۰۲۵-۰۱-۲۲.
30. ↑  «ابراز تأسف سازمان جهانی بهداشت از تصمیم آمریکا برای خروج از این سازمان». www.aa.com.tr. دریافت‌شده در ۲۰۲۵-۰۱-۲۲.
31. ↑  Davies، Harry؛ Dunbar، Marina؛ Holmes، Oliver (۲۰۲۵-۰۲-۰۷). «Dozens of countries speak out against Trump sanctions on ICC» (به انگلیسی). The Guardian. شاپا 0261-3077. دریافت‌شده در ۲۰۲۵-۰۲-۰۷.
32. ↑  "Trump Demands Panama Lower Transit Fees or Return Canal" (به انگلیسی). Bloomberg. 2024-12-22. Retrieved 2025-02-01.
33. ↑  Shuster, Simon; Bennett, Brian (2025-02-07). "Inside Elon Musk's War on Washington". TIME (به انگلیسی). Retrieved 2025-02-10.
34. ↑  Reilly, Liam (2025-02-07). "Time magazine's provocative cover puts Elon Musk behind Trump's desk | CNN Business". CNN (به انگلیسی). Retrieved 2025-02-10.
35. ↑  Heer، Jeet (۲۰۲۵-۰۲-۱۴). «Donald Trump Is Stealing the Kennedy Brand» (به انگلیسی). شاپا 0027-8378. دریافت‌شده در ۲۰۲۵-۰۲-۱۶.
36. 1 2  Goldberg, Jeffrey (2025-03-24). "The Trump Administration Accidentally Texted Me Its War Plans". The Atlantic (به انگلیسی). Retrieved 2025-07-01.
37. ↑  Graham, David A. (2025-03-24). "A Conversation With Jeffrey Goldberg About His Extraordinary Scoop". The Atlantic (به انگلیسی). Retrieved 2025-07-01.
38. ↑  Ryan, Erika (2025-03-25). "The inside story of how a journalist was sent White House war plans" (به انگلیسی). Retrieved 2025-07-01.
39. ↑  Pindell, James. "Three Things We've Learned So Far from 'Signalgate' About the Trump Administration". The Boston Globe (به انگلیسی). Retrieved March 27, 2025.
40. ↑  Benen, Steve (March 25, 2025). "Did the Trump White House Cross Legal Lines in the 'Signalgate' Debacle?" (به انگلیسی). MSNBC. Retrieved March 26, 2025.
41. ↑  Haltiwanger, John (March 26, 2025). "5 Key Questions About Signalgate". Foreign Policy (به انگلیسی). Retrieved March 26, 2025.
42. ↑  «Thousands gather in Washington to protest Trump inauguration» (به انگلیسی). Reuters. دریافت‌شده در ۲۰۲۵-۰۲-۰۵.
43. 1 2  "Marchers protesting planned deportations block major freeway in Los Angeles". AP News (به انگلیسی). 2025-02-03. Retrieved 2025-02-07.